# Miss Brasil 2021
Miss Brasil 2021 (oficialmente Miss Universo Brasil 2021) fue la 66.ª edición de Miss Brasil y la primera bajo la nueva dirección de Miss Universo Brasil. La competencia se filmó el 7 de noviembre de 2021 a bordo del MSC Preziosa y se emitió el 9 de noviembre. Para preservar el secreto de los resultados antes de su fecha de emisión, se filmaron los momentos culminantes de las tres finalistas, mientras que solo se transmitió el de la ganadora.
Teresa Santos de Ceará fue coronada como ganadora y sucesora de Julia Gama de Río Grande del Sur. Gama no coronó a Santos como Miss Brasil en medio de la controversia entre ella y los organizadores del concurso. Santos compitió en Miss Universo 2021, pero no clasificó al Top 16 de cuartofinalistas.

## Resultados
| Posiciones        | Candidata |
| ----------------- | --- |
| Miss Brasil 2021  | - Ceará - Teresa Santos |
| Primera finalista | - Piauí - Gabriela Lacerda |
| Segunda finalista | - Sergipe - Carol Valença |
| Tercera finalista | - São Paulo - Bianca Lopes |
| Cuarta finalista  | - Amazonas - Rebeca Portilho |
| Top 10            | - Espírito Santo - Eduarda Braum - Minas Gerais - Isadora Murta - Roraima - Jéssica Oliveira - Santa Catarina - Bruna Valim - Tocantins - Luciana Gomes                    |
| Top 15            | - Bahía - Tainara Bacc - Distrito Federal - Gabriela Rodrigues - Pernambuco - Millena Vasconcelos - Río de Janeiro - Mylena Duarte - Río Grande del Sur - Suellyn Scheffer |

## Candidatas
27 candidatas fueron seleccionadas para competir.
| Estado               | Candidata              | Edad | Residencia       | Altura          | Posición          |
| -------------------- | ---------------------- | ---- | ---------------- | --------------- | ----------------- |
| Acre                 | Juliana Melo           | 26   | Cruzeiro do Sul  | 1,76 m (5′ 9″)  |                   |
| Alagoas              | Rafaela Barbosa        | 22   | Arapiraca        | 1,70 m (5′ 7″)  |                   |
| Amapá                | Andreina Pereira       | 23   | Santana          | 1,71 m (5′ 7″)  |                   |
| Amazonas             | Rebeca Portilho        | 23   | Manaos           | 1,76 m (5′ 9″)  | Cuarta finalista  |
| Bahía                | Tainara Bacc           | 25   | Cruz das Almas   | 1,75 m (5′ 9″)  | Top 15            |
| Ceará                | Teresa Santos          | 23   | Maranguape       | 1,72 m (5′ 8″)  | Miss Brasil 2021  |
| Distrito Federal     | Gabriela Rodrigues     | 24   | Brasilia         | 1,74 m (5′ 9″)  | Top 15            |
| Espírito Santo       | Eduarda Braum          | 23   | Afonso Cláudio   | 1,86 m (6′ 1″)  | Top 10            |
| Goiás                | Elisandra Nunes        | 22   | Caldas Novas     | 1,73 m (5′ 8″)  |                   |
| Maranhão             | Juliana Costa          | 27   | Presidente Dutra | 1,78 m (5′ 10″) |                   |
| Mato Grosso          | Gabriela Guimarães     | 22   | Cuiabá           | 1,74 m (5′ 9″)  |                   |
| Mato Grosso del Sur  | Maria Eduarda Giraldi  | 18   | Dourados         | 1,77 m (5′ 10″) |                   |
| Minas Gerais         | Isadora Murta          | 23   | Contagem         | 1,71 m (5′ 7″)  | Top 10            |
| Pará                 | Larissa Azevedo        | 21   | Marabá           | 1,72 m (5′ 8″)  |                   |
| Paraíba              | Maria Beatriz Monteiro | 22   | Patos            | 1,75 m (5′ 9″)  |                   |
| Paraná               | Marcella Kozinski      | 21   | Curitiba         | 1,75 m (5′ 9″)  |                   |
| Pernambuco           | Millena Vasconcelos    | 24   | Sairé            | 1,75 m (5′ 9″)  | Top 15            |
| Piauí                | Gabriela Lacerda       | 19   | Teresina         | 1,78 m (5′ 10″) | Primera finalista |
| Río de Janeiro       | Mylena Duarte          | 26   | Barra Mansa      | 1,75 m (5′ 9″)  | Top 15            |
| Río Grande del Norte | Brenda Pontes          | 26   | Tibau            | 1,80 m (5′ 11″) |                   |
| Río Grande del Sur   | Suellyn Scheffer       | 25   | Montenegro       | 1,73 m (5′ 8″)  | Top 15            |
| Rondonia             | Thaisi Dias            | 24   | Porto Velho      | 1,65 m (5′ 5″)  |                   |
| Roraima              | Jéssica Oliveira       | 20   | Amajari          | 1,74 m (5′ 9″)  | Top 10            |
| Santa Catarina       | Bruna Valim            | 27   | Otacílio Costa   | 1,68 m (5′ 6″)  | Top 10            |
| São Paulo            | Bianca Lopes           | 24   | Jaú              | 1,68 m (5′ 6″)  | Tercera finalista |
| Sergipe              | Carol Valença          | 27   | Aracaju          | 1,72 m (5′ 8″)  | Segunda finalista |
| Tocantins            | Luciana Gomes          | 26   | Palmas           | 1,67 m (5′ 6″)  | Top 10            |